# Anells olímpics

Anells olímpics.

Els anells olímpics (també anomenats cèrcols olímpics) són el principal símbol dels Jocs Olímpics. Es tracta de cinc cèrcols de colors, entrellaçats i disposats en dues files, tres a dalt i dos a baix.
La bandera olímpica està composta pel símbol dels anells olímpics sobre fons blanc A més hi ha dos símbols olímpics més que són: la Flama olímpica i el credo olímpic. La bandera està composta per cinc cèrcols o anells de colors entrellaçats sobre un fons blanc. En l'actualitat, els cinc cèrcols representen els cinc continents principals: Europa, Àsia, Àfrica, Oceania i Amèrica, respectivament. Els cinc colors representen la totalitat del món.

## Història
L'origen dels Anells Olímpics ve de l'any 1913 quan Pierre de Coubertin, a la Revue Olympique d'agost va informar que aquest seria el símbol utilitzat pel Congrés Olímpic de París.
Es van buscar aquests colors perquè eren els més presents a les banderes de tots els països, simbolitzant la internacionalitat de l'olimpisme. La teoria popular, però, va voler identificar cada anell amb un continent, essent:
- Negre: Àfrica (pel color de pell de moltes ètnies)
- Groc: Àsia (ídem)
- Vermell: Amèrica (ídem)
- Blau: Europa (símbol tradicional, relacionat amb el Mediterrani, també és el fons de la seva bandera)
- Verd: Oceania (el continent més verge i natural)

## Bandera olímpica
La bandera olímpica està en proporció 2:3 i el seu ús està estrictament regulat pel Comitè Olímpic Internacional, igual que el dels anells.
La bandera olímpica s'hissa a totes les cerimònies d'obertura dels Jocs Olímpics, des dels Jocs Olímpics d'Anvers 1920 fins a l'actualitat.
Aquesta és la bandera amb què es du a terme la Cerimònia d'Anvers: l'alcalde de la ciutat organitzadora lliura al President del Comitè Olímpic Internacional, el qual se la lliura a l'alcalde de la ciutat organitzadora dels propers jocs.

## Usos
Els anells apareixen a:
- Les medalles olímpiques
- La bandera olímpica
- El marxandatge oficial de cada convocatòria
- Els emblemes de cada convocatòria
- Als segells commemoratius